# Áreas protegidas do México

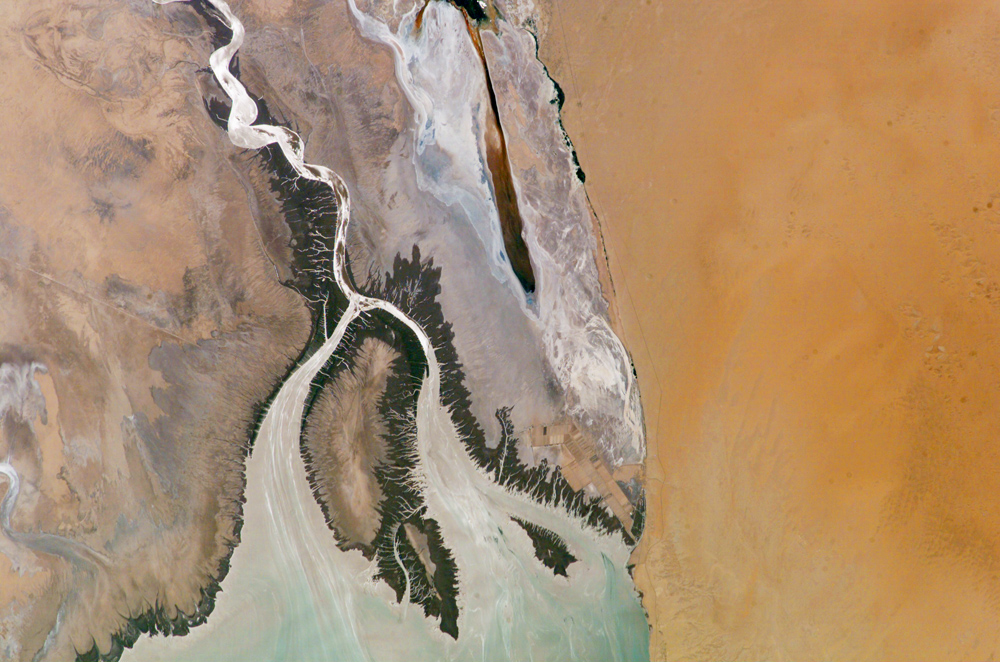
O Delta do rio Colorado é uma área protegida mexicana reconhecida no quadro da Convenção de Ramsar.

As áreas protegidas do México são grandes superfícies geográficas sobre as quais se estabeleceu algum regime de proteção legal, para salvaguardar seus valores (principalmente naturais, mas também culturais ou históricos), e que são administradas por uma variedade de autoridades e organismos. Trata-se de territórios que correspondem ao que, internacionalmente, é referido como área protegida.

## Quadro geral
O México é o 14º país mais extenso do mundo e possui um conjunto de espaços naturais amplo e muito diverso, sendo considerado um dos 17  países megadiversos. A proteção da natureza tem sido desenvolvida de uma forma parecida ao resto dos países ocidentais, ainda que bem mais tardiamente e sem estar tão claramente articulada como em muitos dos países. A proteção das áreas naturais, como na maioria dos países, se articula segundo diferentes sistemas de proteção que dependem de que organismo declara e/ou administra as zonas a proteger. 
- Fundo Mexicano para a conservação da Natureza.[2]
- Organização Mexicana para a conservação do meio ambiente.[3]
- Espaços naturais e desenvolvimento sustentável.[4]

O principal sistema de protecção das áreas naturais protegidas de México é o federal, que em 2013 conta com 176 áreas protegidas administradas pela agência federal da Comissão Nacional de Áreas Naturais Protegidas (CONANP), cobrindo 25.394.779 ha e que representam 12,93 % da superfície terrestre do país.
Pára que um área mexicana seja considerada parte do sistema federal, é preciso que ela seja nomeada mediante um decreto presidencial, e as atividades que podem ser realizadas nelas são estabelecidas de acordo com a "Lei Geral do Equilíbrio Ecológico e Proteção ao Ambiente". 
A esta protecção deve-se incluir também aquelas áreas que pertencem à Rede Mundial de Reservas de Biosfera da Unesco ou que estão amparadas pela Convenção de Ramsar.

## Áreas protegidas federais

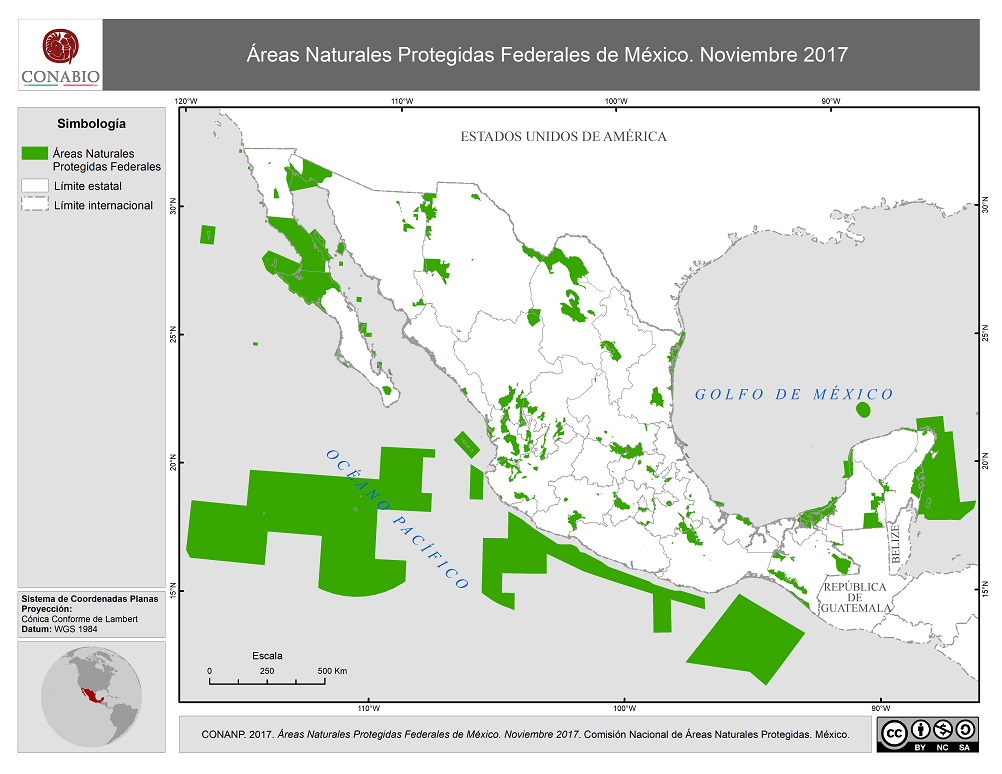
Áreas Naturales Protegidas Federais do México, Novembro 2017

Em 2013, o sistema federal de áreas protegidas organizava-se em função de seis instrumentos de proteção do meio ambiental, similares ao de outros países:
- Reservas da Biosfera (41)
- Parques Nacionais (66)
- Monumentos Naturais (5)
- Áreas de Protecção de Recursos Naturais (8)
- Áreas de Protecção de Flora e Fauna (39)
- Santuários naturais (18)

### Reservas da Biosfera

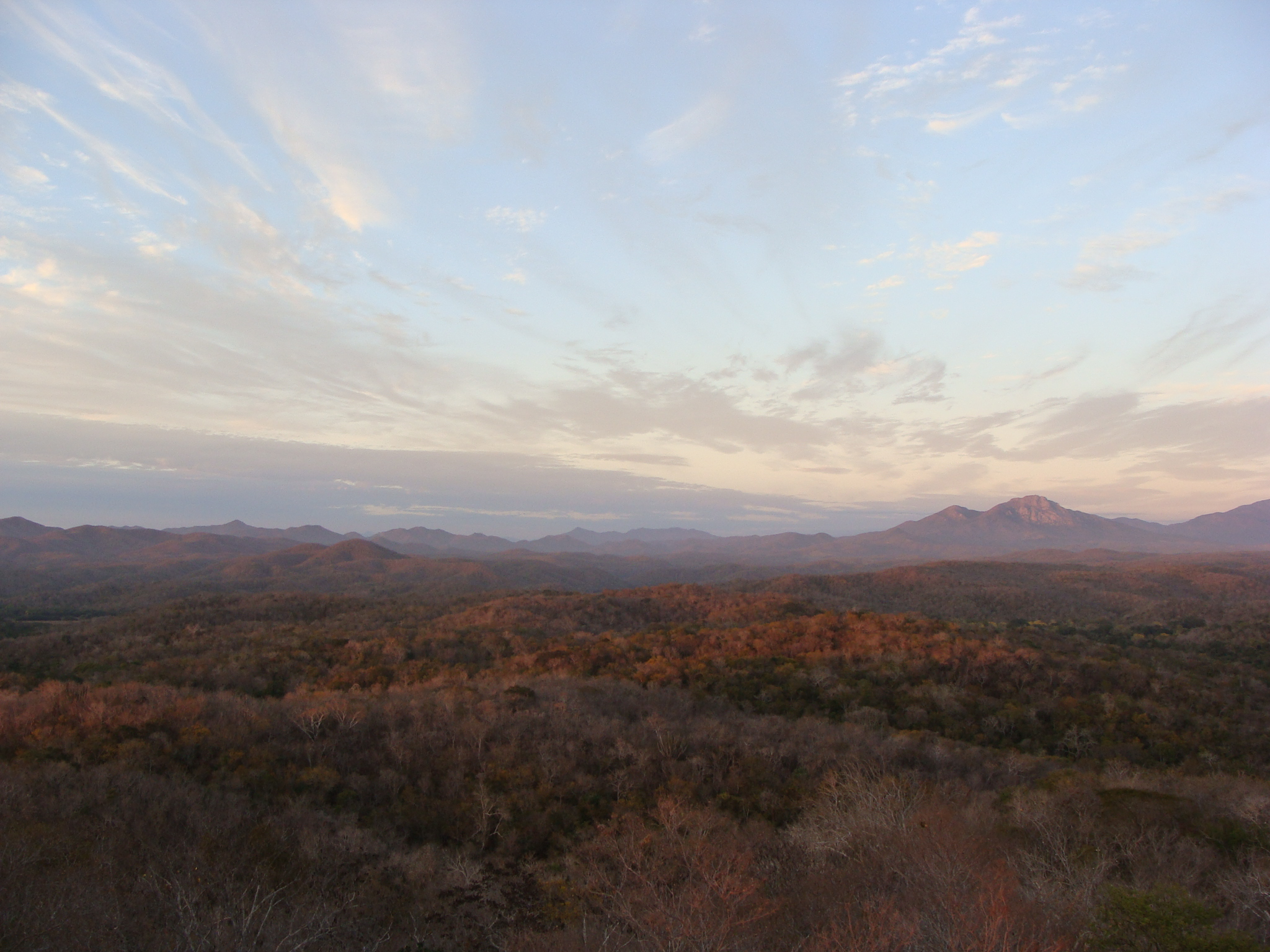
Reserva da Biosfera Chamela-Cuixmala Biosphere, em Jalisco.

As Reservas da Biosfera são áreas representativas de um ou mais ecossistemas não alterados pela ação do ser humano, ou que requeiram ser preservados e restaurados, nas quais habitam espécies representativas da biodiversidade nacional, incluindo aquelas consideradas endêmicas, ameaçadas ou em perigo de extinção. Originalmente o conceito surgiu com o Programa MaB da UNESCO posto em marcha em 1971, mas em muitos países  —como no México — a denominação tem sido usada como categoria de proteção sem que tenha relação com o programa da UNESCO.
Em dezembro de 2013 haviam no país 41 Reservas da Biosfera federais, que protegiam 12.652.787 ha, que representam 6,44 % do território nacional.
Dessas 41 reservas, só 34 integravam (e mais três estavam condicionadas ao cumprimento de alguma condição) o SINAP, nos termos dispostos pela SEMARNAT (Secretária de Meio ambiente e Recursos Naturais).

### Parques Nacionais
Os Parques Nacionais são áreas que contam com um ou mais ecossistemas significativos por sua beleza cênica, seu valor científico, educativo ou recreativo, seu valor histórico, pela existência de flora e fauna, por sua aptidão para o desenvolvimento do turismo, ou por outras razões análogas de interesse geral.
Em dezembro de 2013 eram 66 os Parques Nacionais declarados no México, que são administrados pela Comissão Nacional de Áreas Naturais Protegidas (CONANP) e que protegem 1.398.517 ha, que representam 0,71 % do território do país. Desses parques, somente 15 integravam o Sistema Nacional de Áreas Naturais Protegidas (SINAP) (Outros 27 eram expressamente excluídos dele, e um mais estava condicionado ao cumprimento de alguma condição; o restante não possuía posição definida).

### Monumentos Naturais
Os Monumentos Naturais são áreas com um ou mais ecossistemas, que são importantes por sua beleza cênica, seu valor científico, educativo e recreativo, seu valor histórico, pela existência de flora e fauna, por sua aptidão para o desenvolvimento do turismo, ou por outras razões análogas de interesse geral.
Em dezembro de 2013 eram 5 os Monumentos Naturais declarados no México, administrados pela Comissão Nacional de Áreas Naturais Protegidas (CONANP), e que protegem 16.268 ha, que representa 0,01 % do território do país.

### Áreas de Proteção de Recursos Naturais
As Áreas de Protecção de Recursos Naturais são áreas destinadas à preservação e proteção do solo, das bacias hidrográficas, das águas e em geral dos recursos naturais localizados em terrenos florestais de aptidão preferencialmente florestal.
Em dezembro de 2013 eram 8 as Áreas de Protecção de Recursos Naturais no México, que são administrados pela Comissão Nacional de Áreas Naturais Protegidas (CONANP) e que protegem 4.440.078 ha, que representam 2,26 % do território do país.

### Áreas de Proteção de Flora e Fauna
As Áreas de Proteção de Flora e Fauna são áreas estabelecidas em conformidade com as disposições gerais da "Lei Geral do equilíbrio ecológico e protecção do ambiente" do México, e com outras leis aplicáveis em lugares que contém os habitats e de cuja preservação dependem a existência, transformação e desenvolvimento de espécies de flora e fauna silvestres.
Em dezembro de 2013 havia 38 áreas de proteção de flora e fauna no México, que protegiam 6.740.875 ha, que representam 3,43 % do território nacional.
Dessas 38 áreas, só 10 integravam (e mais três estavam condicionadas ao cumprimento de alguma condição) o Sistema Nacional de Áreas Naturais Protegidas (SINAP), conforme informado pela SEMARNAT (Secretária de Meio ambiente e Recursos Naturais).

### Santuários naturais
Os Santuários são áreas estabelecidas em zonas caracterizadas por uma considerável riqueza de flora ou fauna, ou pela presença de espécies subespecies ou habitat de distribuição restringida (especialmente relictos). Abarcam unidades topográficas ou geográficas como vales, grutas, cavernas, canais, centos, dentro outros, que requeiram ser preservadas ou protegidas.
Em dezembro de 2013 eram 18 os Santuários do México, que são administrados pela Comissão Nacional de Áreas Naturais Protegidas (CONANP) e que protegem 146.254 he, que representam 0,07 % do território do país.